# 2022年北京オリンピックのドイツ選手団
2022年北京オリンピックのドイツ選手団（2022ねんペキンオリンピックのドイツせんしゅだん）は、2022年2月4日から2月20日まで中華人民共和国の北京で開催された2022年北京オリンピックのドイツの選手団。

## メダル
| メダル | 選手名                                                                                            | 競技                   | 種目                  | 日付    |
| ------ | ------------------------------------------------------------------------------------------------- | ---------------------- | --------------------- | ------- |
| 金     | ヨハネス・ルートビヒ                                                                              | リュージュ             | 男子1人乗り           | 2月6日  |
| 金     | デニーゼ・ヘルマン                                                                                | バイアスロン           | 女子個人15km          | 2月7日  |
| 金     | ナタリー・ガイゼンベルガー                                                                        | リュージュ             | 女子1人乗り           | 2月8日  |
| 金     | ビンツェンツ・ガイガー                                                                            | ノルディック複合       | 個人ノーマルヒル/10km | 2月9日  |
| 金     | トビアス・ヴェンドル トビアス・アルト                                                             | リュージュ             | 2人乗り               | 2月9日  |
| 金     | ナタリー・ガイゼンベルガー ヨハネス・ルートビヒ トビアス・ヴェンドル トビアス・アルト             | リュージュ             | チームリレー          | 2月10日 |
| 金     | クリストファー・グローテア                                                                        | スケルトン             | 男子                  | 2月11日 |
| 金     | ハンナ・ナイゼ                                                                                    | スケルトン             | 女子                  | 2月12日 |
| 金     | フランチェスコ・フリードリヒ トルステン・マルギス                                                 | ボブスレー             | 男子2人乗り           | 2月15日 |
| 金     | カタリナ・ヘンニヒ ビクトリア・カール                                                             | クロスカントリースキー | 女子団体スプリント    | 2月16日 |
| 金     | ラウラ・ノルテ デボラ・レヴィ                                                                     | ボブスレー             | 女子2人乗り           | 2月19日 |
| 金     | フランチェスコ・フリードリヒ トルステン・マルギス キャンディ・バウアー アレクサンダー・シューラー | ボブスレー             | 男子4人乗り           | 2月20日 |
| 銀     | カタリナ・アルトハウス                                                                            | スキージャンプ         | 女子個人ノーマルヒル  | 2月5日  |
| 銀     | アンナ・ベルライター                                                                              | リュージュ             | 女子1人乗り           | 2月8日  |
| 銀     | トニ・エッゲルト ザシャ・ベネッケン                                                               | リュージュ             | 2人乗り               | 2月9日  |
| 銀     | アクセル・ユンク                                                                                  | スケルトン             | 男子                  | 2月11日 |
| 銀     | カテリン・ザウエルブレイ カタリナ・ヘンニヒ ビクトリア・カール ゾフィー・クレール                 | クロスカントリースキー | 女子4×5kmリレー       | 2月12日 |
| 銀     | ヨハネス・ロフナー フローリアン・バウアー                                                         | ボブスレー             | 男子2人乗り           | 2月15日 |
| 銀     | マヌエル・ファイスト ユリアン・シュミット エリック・フレンツェル ビンツェンツ・ガイガー           | ノルディック複合       | 団体ラージヒル/4x5km  | 2月17日 |
| 銀     | マリアマ・ヤマンカ アレクサンドラ・ブルクハルト                                                   | ボブスレー             | 女子2人乗り           | 2月19日 |
| 銀     | レナ・デュール ユリアン・ラウフフス エマ・アイヒャー アレクサンダー・シュミット ほか1名           | アルペンスキー         | 混合団体              | 2月20日 |
| 銀     | ヨハネス・ロフナー フローリアン・バウアー クリストファー・ウェーバー クリスティアン・ラスプ       | ボブスレー             | 男子4人乗り           | 2月20日 |
| 銅     | カール・ガイガー                                                                                  | スキージャンプ         | 男子個人ラージヒル    | 2月12日 |
| 銅     | コンスタンティン・シュミット シュテファン・ライエ マルクス・アイゼンビヒラー カール・ガイガー     | スキージャンプ         | 男子団体ラージヒル    | 2月14日 |
| 銅     | クリストフ・ハーファー マティアス・ゾマー                                                         | ボブスレー             | 男子2人乗り           | 2月15日 |
| 銅     | バネッサ・フォークト バネッサ・ヒンツ フランツィスカ・プロイス デニーゼ・ヘルマン                 | バイアスロン           | 女子4x6kmリレー       | 2月16日 |
| 銅     | ダニエラ・マイヤー                                                                                | フリースタイルスキー   | 女子スキークロス      | 2月17日 |